# NGC 7400
NGC 7400 (другие обозначения — PGC 69967, ESO 290-22, AM 2251-453, IRAS22514-4536) — спиральная галактика (Sbc) в созвездии Журавль.
Этот объект входит в число перечисленных в оригинальной редакции «Нового общего каталога».
В галактике вспыхнула сверхновая SN 2002ge типа Ia, её пиковая видимая звездная величина составила 14,1.